# Oïoub Titiev
Oïoub Salmanovitch Titiev (en russe : Оюб Салманович Титиев), né le 24 août 1957 à Lebedinovka dans l'actuelle province de Tchouï (Kirghizistan), est un militant des droits de l'homme tchétchène qui a notamment enquêté sur les prisons secrètes dans son pays. Le 9 janvier 2018, il est arrêté à Kourtchaloï par la police qui prétend avoir découvert 200 grammes de cannabis dans son véhicule.
Oïoub Titiev affirme que ce sont les policiers qui ont placé cette drogue dans son coffre pour le compromettre, et le Conseil de l'Europe lui accorde son soutien en lui décernant le prix des droits de l'homme Václav-Havel le 8 octobre 2018 pour avoir « dénoncé les abus commis par les forces de l’ordre et les autorités locales » en Tchétchénie.
Le 18 mars 2019, il est condamné à quatre ans d'internement en camp et 100 000 roubles d'amende (1 370 euros). Le 10 juin 2019, la justice ordonne sa remise en liberté à compter du 20 juin car il a effectué le tiers de sa peine.

## Biographie
Les ancêtres d'Oyub Titiev étaient parmi les premiers colons du village de Kurchaloi, en Tchétchénie. Cependant, à la suite de l'expulsion des Tchétchènes en mars 1944, il naquit dans le village de Lebedinovka, dans la RSS du Kirghizistan. Il est ensuite retourné à Kurchaloi, en Tchétchénie. Actif dans la lutte et l'haltérophilie, Titiev est devenu professeur d'éducation physique et a créé un club sportif local pour enfants, qui a produit un certain nombre d'athlètes professionnels.
Depuis 2000, il travaille pour Memorial et pour le Comité d'assistance civique , documentant les violations des droits de l'homme en Tchétchénie et supervisant des projets humanitaires tels que l'assistance aux écoles dans les régions montagneuses de Tchétchénie ou la défense des musulmans contre la discrimination dans le système de justice pénale. Après l'assassinat de Natalya Estemirova en 2009, il est devenu le chef de Memorial en Tchétchénie.